# Scottish Open 2008
Die Scottish Open 2008 fanden vom 19. bis zum 23. November 2008 in Glasgow statt. Der Referee war Ian Ross aus England. Das Preisgeld betrug 15.000 US-Dollar, wodurch das Turnier in das BWF-Level 4A eingeordnet wurde. Es war die 90. Austragung dieser internationalen Meisterschaften von Schottland im Badminton.

## Austragungsort
- Kelvin Hall, Glasgow

## Finalergebnisse
| Disziplin    | Sieger                             | Finalist                         | Ergebnis          |
| ------------ | ---------------------------------- | -------------------------------- | ----------------- |
| Herreneinzel | Rajiv Ouseph                       | Anand Pawar                      | 21:17 21:8        |
| Dameneinzel  | Elizabeth Cann                     | Kati Tolmoff                     | 16:21 21:10 21:12 |
| Herrendoppel | Richard Eidestedt Andrew Ellis     | Chris Langridge David Lindley    | 21:19 16:21 21:16 |
| Damendoppel  | Mariana Agathangelou Jillie Cooper | Emelie Lennartsson Emma Wengberg | 21:17 21:13       |
| Mixed        | Michael Fuchs Annekatrin Lillie    | Robert Adcock Heather Olver      | 21:16 21:12       |